# Торф
Торфът е тъмнокафява маса, частично разложени растения, образувана при блатни условия. Използва се като гориво и тор.
Торфът се образува при анаеробни условия и висока влажност. Основните находища на това гориво се наричат торфени блата, където растения, обикновено торфен мъх, се разлагат в продължение на хиляди години за да се превърнат в торф. Той може да се формира и в други заблатени местности, макар и по-рядко. Високото съдържание на въглерод в торфа означава, че той също така е податлив на възпламеняване – феномен познат още като торфен тлеещ пожар, при който всъщност изгарят тревистите растения върху самия торф.
Като основни производители на торф интуитивно могат да се посочат всички държави с големи заблатени местности – Русия, Беларус, Украйна, Финландия, Шотландия, Ирландия, Канада и т.н. В България депозитите от торф са оскъдни и обикновено попадат в защитени местности. Добивът на торф е пряко свързан с производството на електроенергия от него. Електроцентрали като тази в Шатура, Русия и Оулу във Финландия могат да произвеждат до няколкостотин мегавата електроенергия от торф. Дебелината на торфа е 1,5 - 10 метра.

## Образуване
Торфът се образува, когато растителен материал не се разложи напълно при киселинни и анаеробни условия. Съставен е главно от влажна растителност: блатни растения, включително мъхове, острицови и храсти. Докато се натрупва, торфът задържа вода. Така постепенно се създават по-влажни условия, които позволяват влажната територия да се разшири. Торфищата могат да включват езерца, хълмове и повдигнати блата. Характеристиките на някои блатни растения активно подпомагат образуването на тресавища. Например, торфеният мъх активно отделя танини, които запазват органичния материал. Освен това той има специални клетки, задържащи вода, които могат да поддържат тресавището постоянно влажно, което спомага за образуването на торф.
Повечето от съвременните торфени блата са се образували преди около 12 000 години при големите географски ширини, след като ледниците се отдръпват към края на последния ледников период. Торфът обикновено се натрупва бавно, със скорост около милиметър на година.

## Разпространение
Последните оценки, позоваващи се на анализ на геопространствената информация на глобално, регионално и национално ниво, сочат, че общо 4,23 млн. km2 от земята са покрити от торфени блата (около 2,84% от световната суша). В Европа, те се разпростират на 515 хил. km2. Приблизително 60% от световните влажни зони са торфени блата.
Находища на торф се намират на много места по света. Северноамериканските залежи се намират главно в Канада и северните щати на САЩ. Сред най-големите торфени блата на света са Западносибирската равнина, низинните части на Хъдсъновия залив и долината на река Маккензи.
В южното полукълбо има по-малко торф, отчасти поради наличието на по-малко суша като цяло. Все пак, екорегионът на Магелановите субполярни гори в Южна Америка (южните части на Патагония/Огнена земя) обхваща обширни торфени блата. Торф се среща и в Нова Зеландия, Кергелен, Фолкландските острови и Индонезия. Индонезия има най-голяма площ тропични торфови блата от всички страни, но ежегодно губи по 100 000 хектара влажни зони.
Около 7% от всички торфени блата се използват в селското стопанство и лесовъдството. При подходящи условия, торфът се превръща в лигнитни въглища в течение на геоложки периоди от време.

## Употреба
Под налягане, водата се изцежда от торфа, който е мек и се свива лесно. Изсушен той може да се използва като гориво. В много държави, включително Ирландия и Шотландия, торфът по традиция се използва за готвене и битово отопление. Той все още се добива в промишлен мащаб за тази цел в държави като Ирландия и Финландия. Изолиращите му свойства също го правят полезен. Използването на торф за производство на енергия е популярно в Съветския съюз, особено през 1960-те години. През 1929 г. над 40% от електричеството на съюза идва от торф, но към 1980 г. на торфа се пада едва 1% от енергопроизводството в страната.
Макар хората да използват торфа по много начини, той понякога представлява сериозен проблем. Влажен или сух, той все представлява опасност от пожар. Торфените пожари могат да горят дълго време или да тлеят под земята и отново да избухнат при наличието на източник на кислород. Тъй като се свиват лесно под малка тежест, залежите на торф представляват голямо предизвикателство за строителството на сгради, пътища и жп линии.
Торфените блата могат да бъдат важен източник на питейна вода, предоставяйки до 4% от питейната вода в язовирите. Само във Великобритания 28 милиона души използват питейна вода от водни източници, разчитащи от торфени блата.
През Бронзовата и Желязната епохи хората използват торфените блата за провеждането на ритуали за боговете и духовете. Трупове от жертвоприношения са намирани на различни места в Шотландия, Англия и Ирландия, както и в Германия и Дания. Те са запазени в отлично състояние, благодарение на щавещите свойства на киселинната вода. През Ранното Средновековие торфените блата играят известна роля и в металургията, тъй като са източник на блатно желязо.